# Martin Rees
Martin John Rees, OM, FRS, FREng, FMedSci, Baron Rees of Ludlow, född 23 juni 1942 i York, är en brittisk kosmolog och astrofysiker. Sedan 1993 är han utländsk ledamot av svenska Vetenskapsakademien. Asteroiden 4587 Rees är namngiven efter honom.